# Escut de Vilamitjana
Escut oficial de l'entitat municipal descentralitzada de Vilamitjana, antic municipi independent agregat al de Tremp el 1970.
Aquest escut té el següent blasonament:
Escut caironat partit: 1r de sinople; 2n d'argent; ressaltant sobre la partició una flor de lis de l'un en l'altre.

## Història
Va ser aprovat el 15 de novembre de 1991. Vilamitjana perdé, oficialment, el seu escut municipal antic el 1970, en quedar el seu terme i vila agregats a Tremp. El 1991, amb l'aprovació esmentada, Vilamitjana recuperà el seu símbol oficial propi.

## Interpretació
La flor de lis és l'atribut de la Mare de Déu, a qui està dedicada l'església parroquial. La partició de l'escut és un senyal parlant referent al nom del poble (mitjana). Com és habitual en tots els escuts de les entitats municipals descentralitzades, el de Vilamitjana no porta corona.